# Barry MacKenzie
John Barry MacKenzie, född 16 augusti 1941 i Toronto, är en kanadensisk före detta ishockeyspelare.
MacKenzie blev olympisk bronsmedaljör i ishockey vid vinterspelen 1968 i Grenoble.